# Arctosa hallasanensis
Arctosa hallasanensis este o specie de păianjeni din genul Arctosa, familia Lycosidae, descrisă de Paik, 1994. Conform Catalogue of Life specia Arctosa hallasanensis nu are subspecii cunoscute.